# Żywy
Żywy (deutsch Siewen) ist ein Dorf in der polnischen Woiwodschaft Ermland-Masuren und gehört zur Landgemeinde Kruklanki (Kruglanken) im Powiat Giżycki (Kreis Lötzen).

## Geographische Lage
Żywy liegt am Südostufer vom Siewener See (polnisch Jezioro Żywy) im nördlichen Osten der Woiwodschaft Ermland-Masuren. Die einstige Kreisstadt Angerburg (polnisch Węgorzewo) ist 27 Kilometer in nordwestlicher Richtung entfernt, und die jetzige Kreismetropole Giżycko (Lötzen) liegt 17 Kilometer in südwestlicher Richtung. 

## Geschichte
Das mit einem Gut und einer Försterei ausgestattete ursprünglich Sybenn und später auch Groß Sieben genannte Dorf wurde 1540 gegründet. Zwischen 1874 und 1945 war es in den Amtsbezirk Regulowken (polnisch Regułówka) eingebunden. Dieser wiederum wurde 1931 in „Amtsbezirk Borkenwalde“ (bis 1930 Mosdzehnen, polnisch Możdżany) umbenannt und gehörte zum Kreis Angerburg im Regierungsbezirk Gumbinnen der preußischen Provinz Ostpreußen.
In Siewen waren im Jahre 1910 insgesamt 284 Einwohner gemeldet. Ihre Zahl stieg bis 1925 auf 294, verringerte sich bis 1933 auf 265 und belief sich 1939 noch auf 259.
In Folge des Zweiten Weltkrieges kam Siewen 1945 mit dem gesamten südlichen Ostpreußen zu Polen, wo es heute die Ortsbezeichnung „Żywy“ trägt. Das Dorf ist Sitz eines auch für Kamienna Struga (Steinbach) zuständigen Schulzenamtes (polnisch sołectwo) im Verbund der Landgemeinde Kruklanki (Kruglanken) im Powiat Giżycki (Kreis Lötzen), vor 1998 der Woiwodschaft Suwałki, seither der Woiwodschaft Ermland-Masuren zugeordnet.

## Kirche
Bis 1945 war Siewen in die evangelische Kirche Kruglanken in der Kirchenprovinz Ostpreußen der Kirche der Altpreußischen Union und in die Kirche St. Bruno in Lötzen (polnisch Giżycko) im Bistum Ermland eingepfarrt. Heute gehört Żywy einerseits zur katholischen Pfarrei Kruklanki im Bistum Ełk (Lyck) der Römisch-katholischen Kirche in Polen, andrerseits zur evangelischen Pfarrei Giżycko mit der Filialkirche in Wydminy (Widminnen) innerhalb der Diözese Masuren der Evangelisch-Augsburgischen Kirche in Polen.

## Verkehr
Żywy liegt an einer wenig befahrenen Nebenstraße, die aus Richtung Kruklanki von Żywki (Siewken) kommend über Boćwinka (Neu Freudenthal) nach Kamienna Struga (Steinbach) und bis Jurkowo (Jorkowen, 1938 bis 1945 Jorken) führt. In Żywy endet eine aus Richtung Norden von Możdżany (Mosdzehnen, 1930 bis 1945 Borkenwalde) und Borki (Borken) hierher führende Seeuferstraße.
Eine Bahnanbindung besteht für Żywy nicht.